# 被背叛的革命
《被背叛的革命：苏联是什么以及它将走向何方？》（俄语：Преданная революция: Что такое СССР и куда он идет?），又译《被背叛了的革命：苏联的现状及其前途》，是1936年8月流亡的苏联领导人列夫·托洛茨基在法国发表的一本书。该书分析并批评自1924年弗拉基米尔·列宁去世后苏联历史的发展进程，被视为托洛茨基分析斯大林主义的本质的主要著作。该书是托洛茨基在流亡挪威期间写成的。该书最初由维克托·塞尔日翻译成西班牙语。最流行的英语版本是马克斯·沙赫特曼翻译的版本。

## 主要内容
该书强烈否认约瑟夫·斯大林统治下的苏联是社会主义国家，认为它实际上是一个介于资本主义与社会主义之间的社会。托洛茨基认为新的社会分化和特权阶层已经在苏联出现。他批评苏联的党和国家已经官僚化，并背叛十月革命；呼吁苏联人民进行“政治革命”，以武力推翻“官僚阶层的统治”。
托洛茨基还提出，社会主义社会应具备以下标准：
1. 实行完全的社会所有制；
2. 彻底消灭一切阶级；
3. 国家不复存在；
4. 劳动生产率和国民人均收入超过最发达的资本主义国家；
5. 消除社会不平等，建立生产和分配的平衡制度；
6. 实现彻底的妇女解放。

这本书集中反映包括“不断革命论”在内的托洛茨基的各种思想观点。